# Bleeding Heart Libertarians
Bleeding Heart Libertarians (lett. "Libertari dal Cuore Tenero"; anche conosciuti come Scuola dell'Arizona) sono un gruppo di filosofi e accademici che promuovono una versione più sociale del liberalismo neoclassico anche detto "libertarianismo dal cuore tenero". In alternativa allo Stato sociale, i Bleeding Heart Libertarians promuovono l'imposta negativa dell'economista Milton Friedman e alcuni di loro anche i buoni-scuola.

## Storia
Il primo uso noto del termine "Scuola dell'Arizona" è stato fatto da Andrew Sabl, presentando David Schmidtz a un Colloquio del Dipartimento dell'UCLA nel 2012. Quando gli è stato chiesto di definire la "Scuola dell'Arizona", Sabl ha detto che la scuola è ampiamente libertaria, ma che la sua caratteristica più distintiva è quella di produrre una filosofia politica che mira ad essere basata sull'osservazione e sulla responsabilità empirica. Il primo uso registrato del termine bleeding heart libertarian ("libertario dal cuore tenero") sembra essere stato in un saggio del 1996 di Roderick T. Long.
Successivamente è stato usato in un post sul blog di Stefan Sharkansky e poi ripreso ed elaborato da Arnold Kling in un articolo per TCS Daily. Da allora, il termine è stato usato sporadicamente da diversi scrittori libertari, tra cui Anthony Gregory e Bryan Caplan.
Nel marzo 2011, un gruppo di filosofi accademici, teorici politici ed economisti ha creato il blog Bleeding Heart Libertarians. Tra i collaboratori regolari del blog figurano Fernando Tesón, Gary Chartier, Jason Brennan, Matt Zwolinski, Roderick T. Long e Steven Horwitz.